# 布拉赫马普里
布拉赫马普里（Brahmapuri），是印度马哈拉施特拉邦钱德拉布尔县的一个城镇。总人口31200（2001年）。

## 人口
该地2001年总人口31200人，其中男性15957人，女性15243人；0—6岁人口3766人，其中男1973人，女1793人；识字率75.62%，其中男性为81.62%，女性为69.34%。